# Mauriac (Cantal)
Mauriac – miejscowość i gmina we Francji, w regionie Owernia-Rodan-Alpy, w departamencie Cantal.
Według danych na rok 1990 gminę zamieszkiwały 4224 osoby, a gęstość zaludnienia wynosiła 153 osoby/km² (wśród 1310 gmin Owernii Mauriac plasuje się na 44. miejscu pod względem liczby ludności, natomiast pod względem powierzchni na miejscu 261.).